# Streamline Design

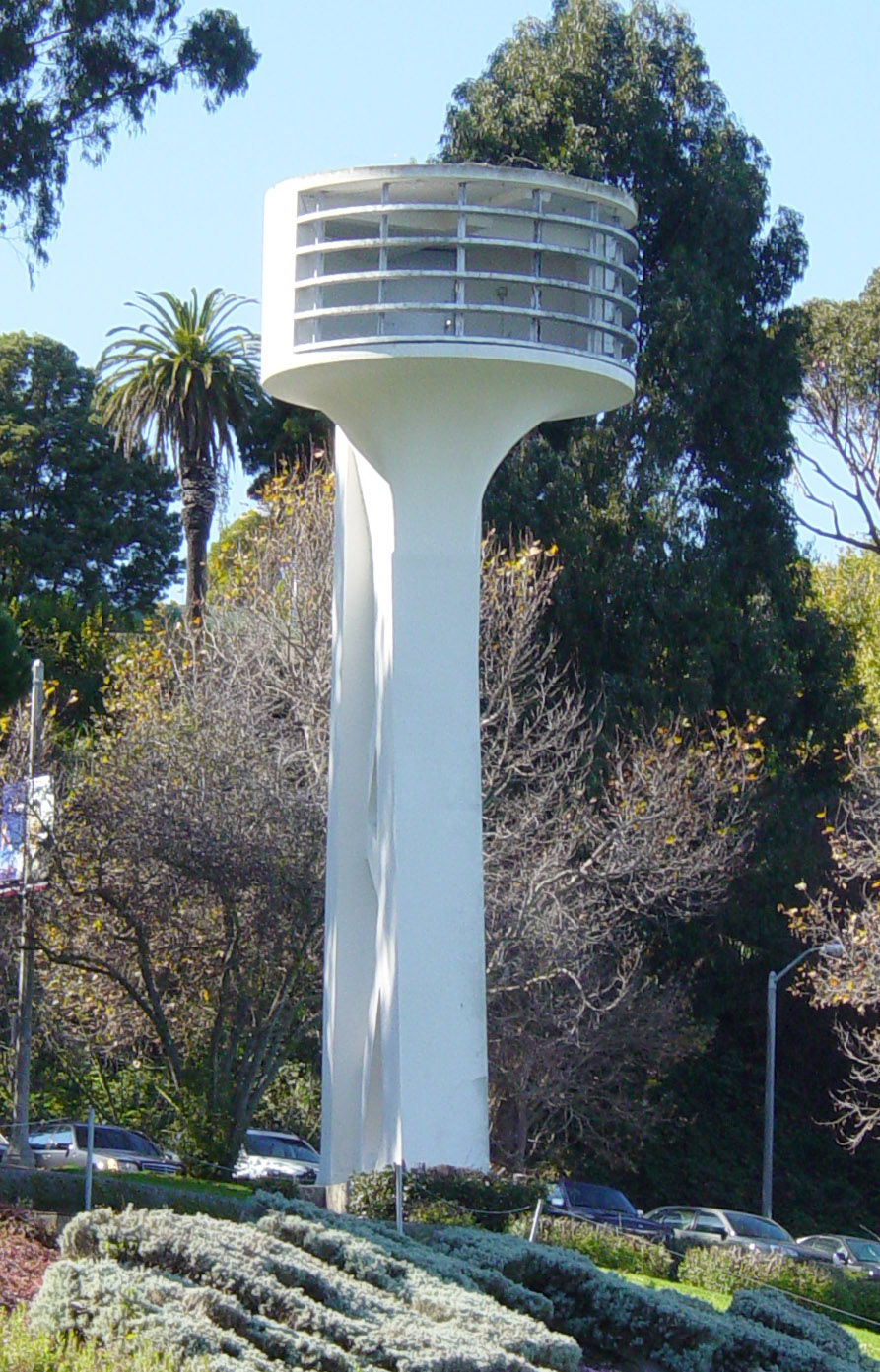
Een scheidsrechtertoren bij een zwembad in San Francisco

Streamline Design, ook wel Streamline Moderne of Streamline Style, is een stroming in de Amerikaanse vormgeving die in de periode 1930 tot 1955 populair was. Deze stroming was een vervolg op art deco en beleefde haar hoogtepunt rond 1937. Streamline wordt gekenmerkt door ronde vormen gecombineerd met lange rechte lijnen.
Nieuwe productietechnieken zoals gegoten plastics en de toepassing van lichte metalen zoals aluminium maakten het voor industriële vormgevers mogelijk om gebruiksvoorwerpen te restylen. De stijl dankt de benaming Streamline aan de aerodynamische vorm van auto's, treinen, interieuren en zelfs koelkasten.
Veel bouwwerken op de New York World's Fair in 1939 en veel hotels in Miami Beach waren ontworpen in Streamline Design.

## Vormgevers
Bekende vormgevers van de Streamline Style zijn:
- Norman Bel Geddes
- Raymond Loewy
- Henry Dreyfuss
- Walter Dorwin Teague
- Harold Van Doren

Deze vijf ontwerpers waren de big five van Streamline Design.

## Streamline in films
- De stad Emerald city in de film The Wizard of Oz uit 1939 is ontworpen volgens Streamline Design.
- Dit geldt ook voor de gebouwen in de stad Shangri-La in de film Lost Horizon uit 1937.

## Galerij

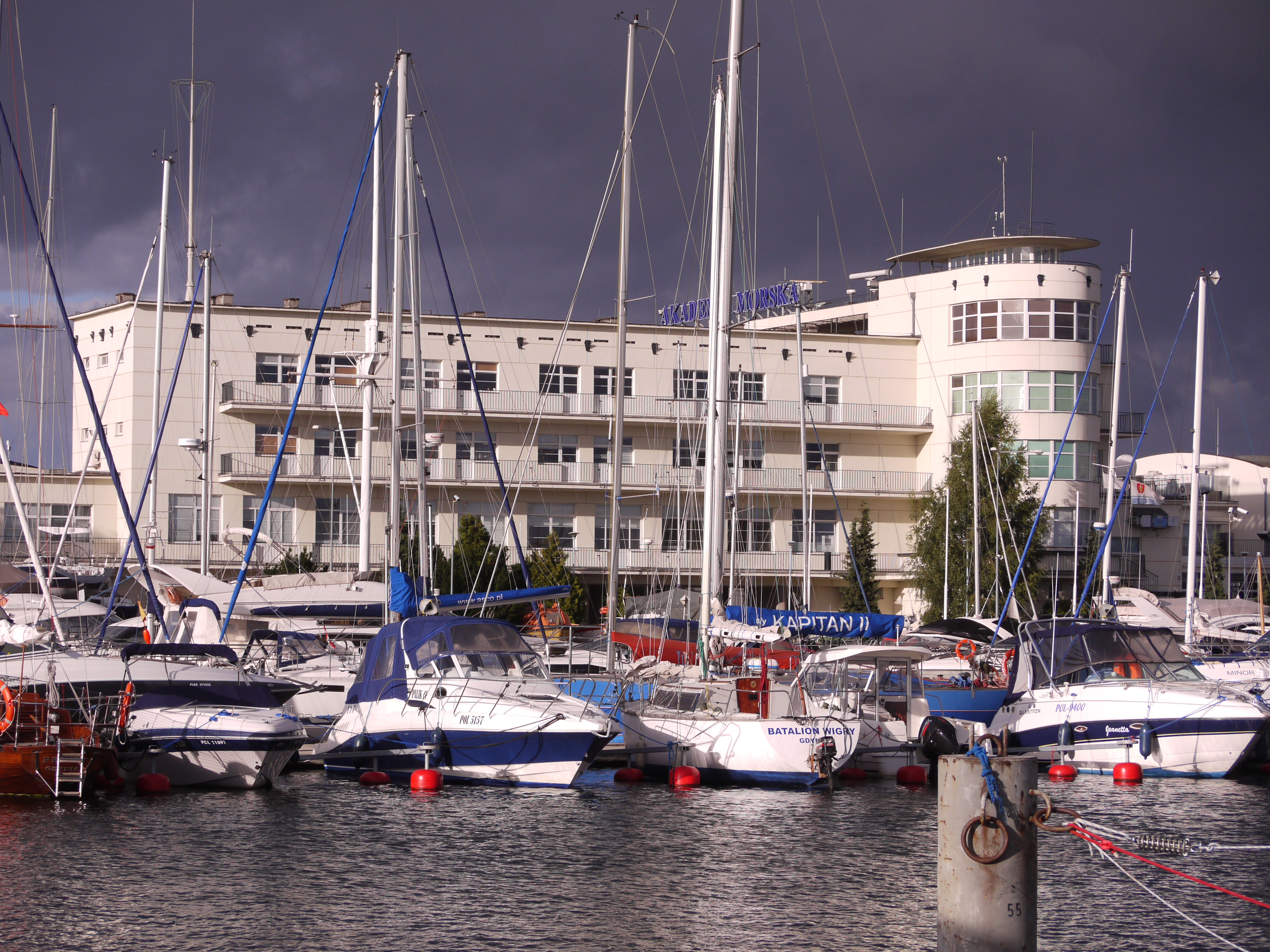
Dom Żeglarza Polskiego (Huis van de Poolse zeilers) in Gdynia, Polen door Bohdan Damięcki (1937)
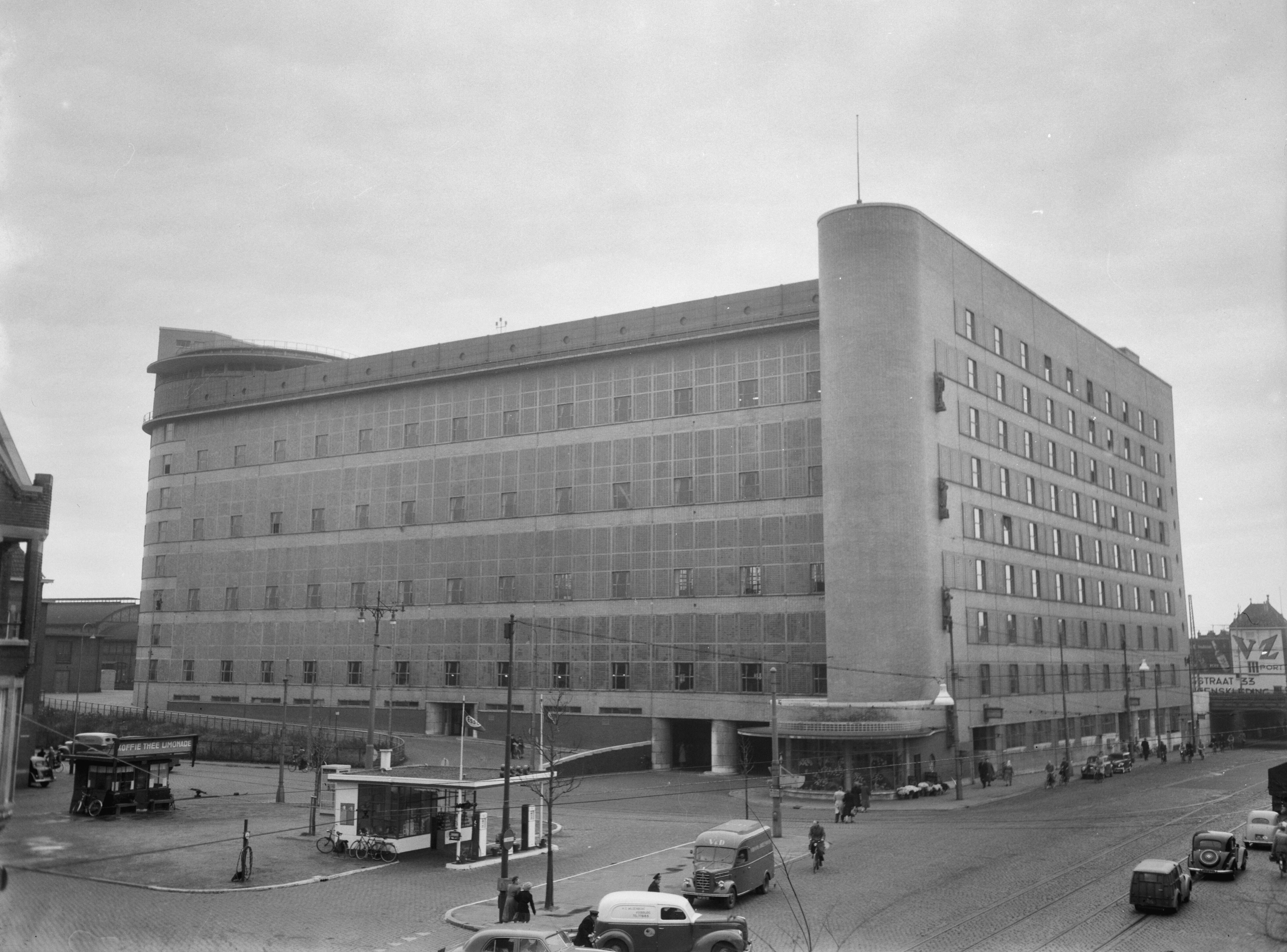
Stationspostkantoor in Den Haag (1939-1949)
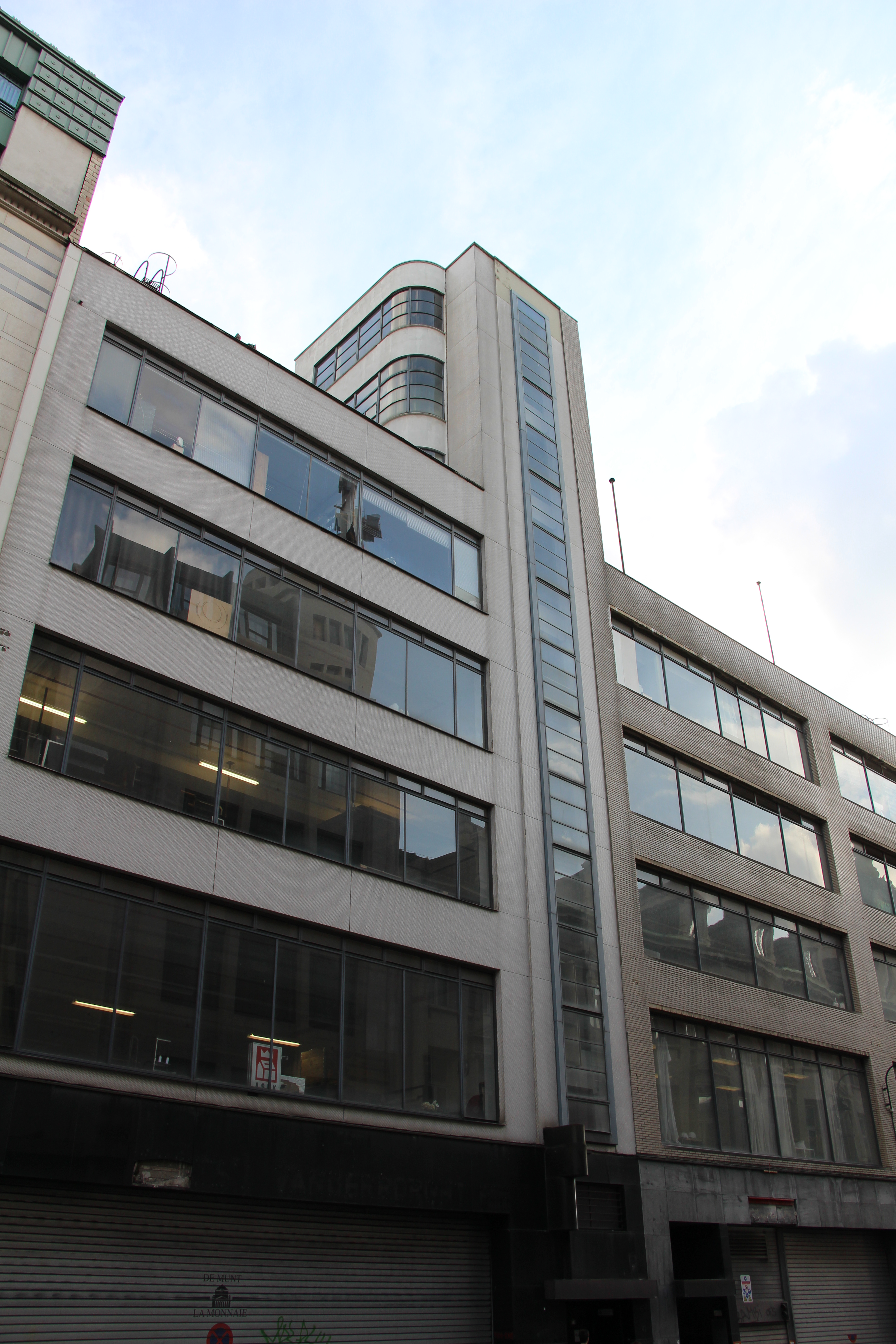
Het voormalige warenhuis Vanderborght Frères (1932-1935)
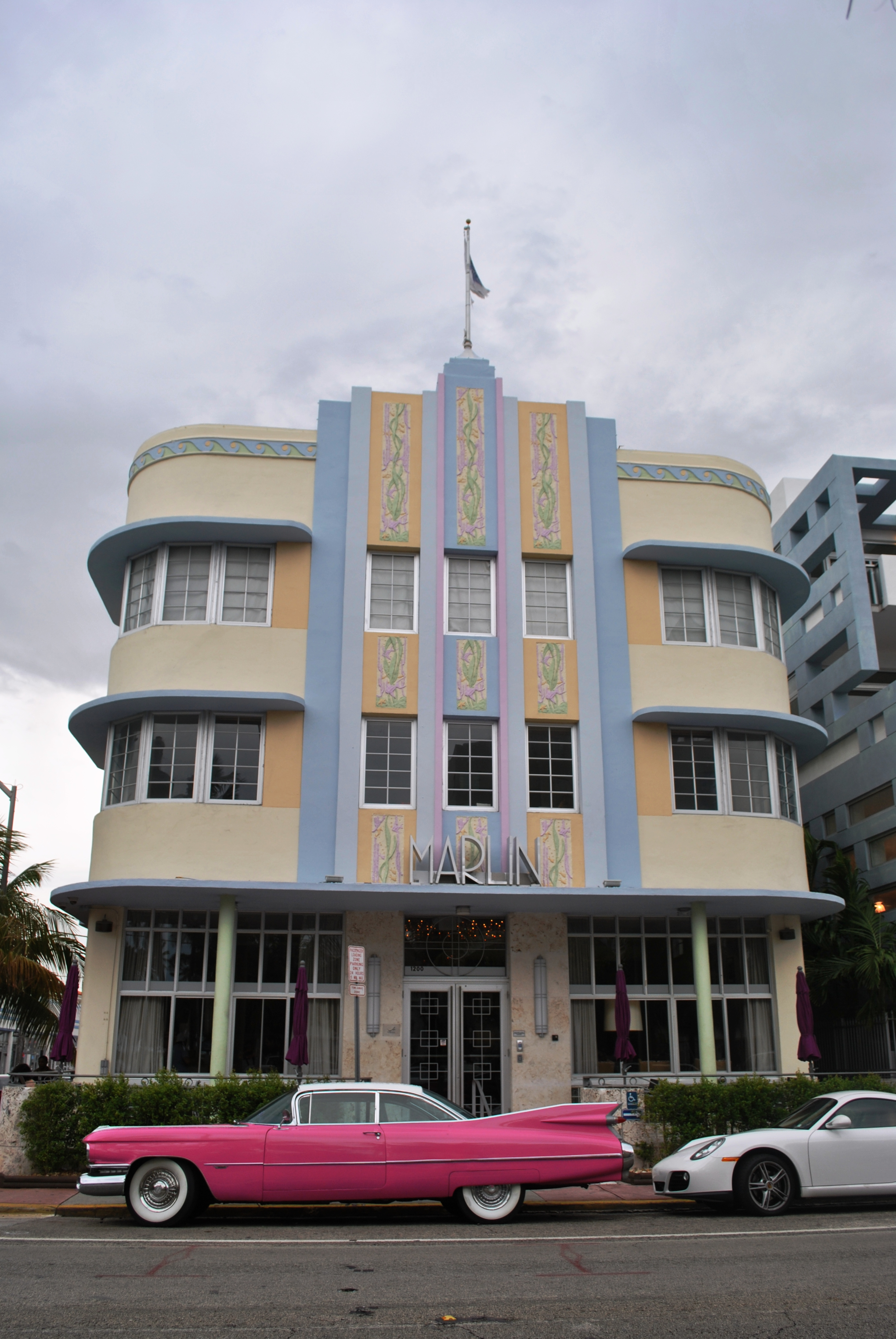
Marlin Hotel, Miami Beach
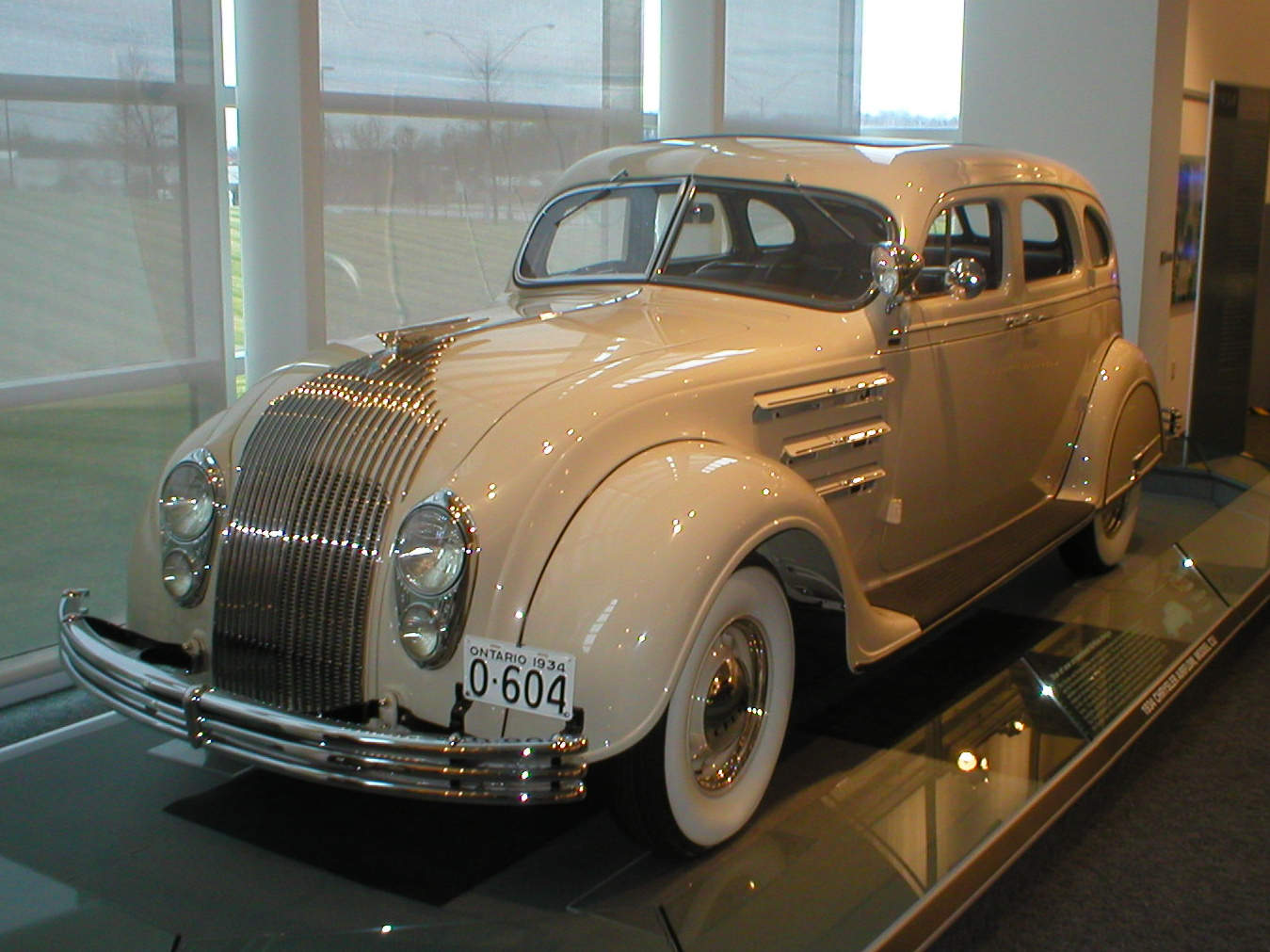
DeSoto Airflow uit 1934
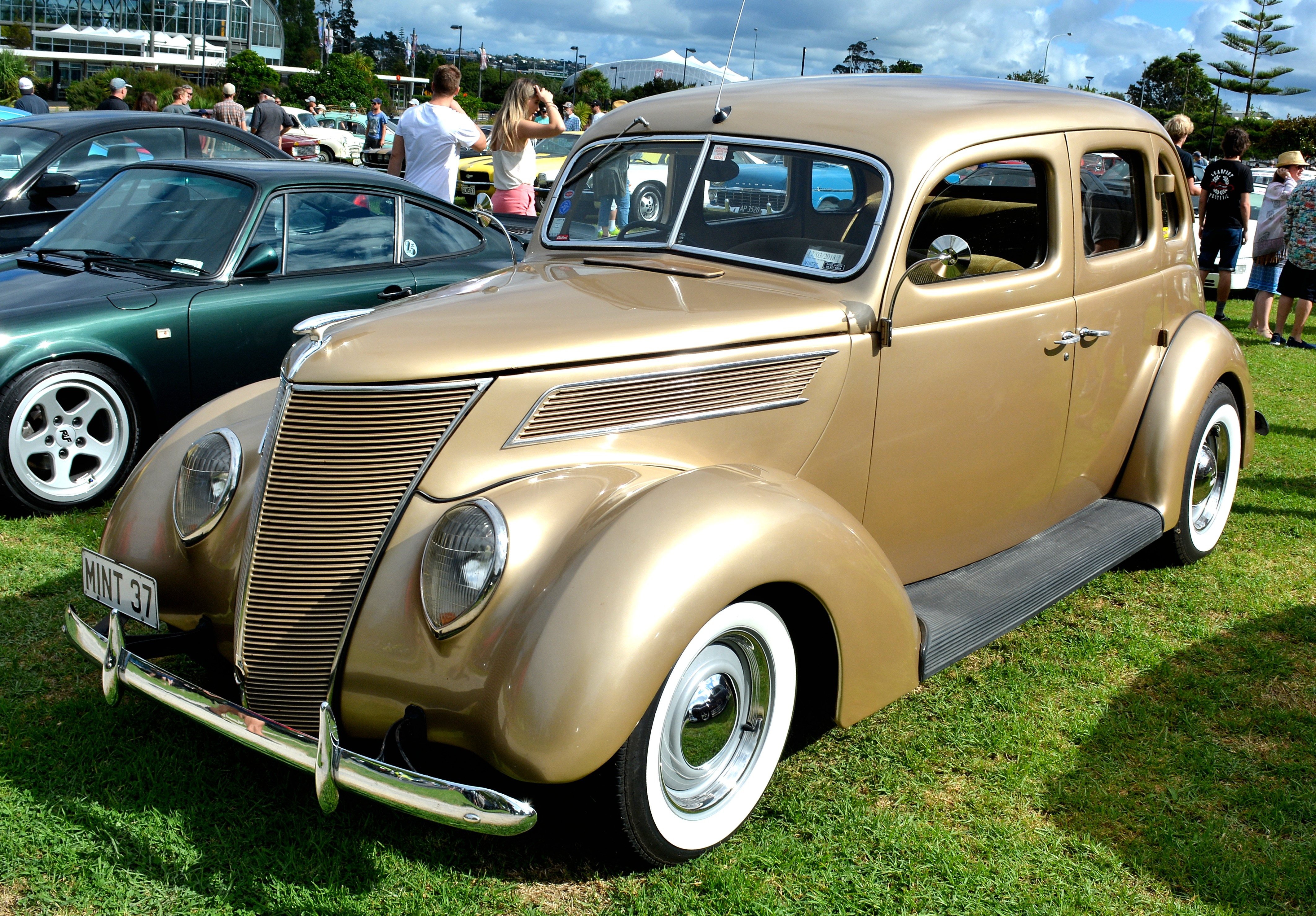
Ford V-8/Model 81
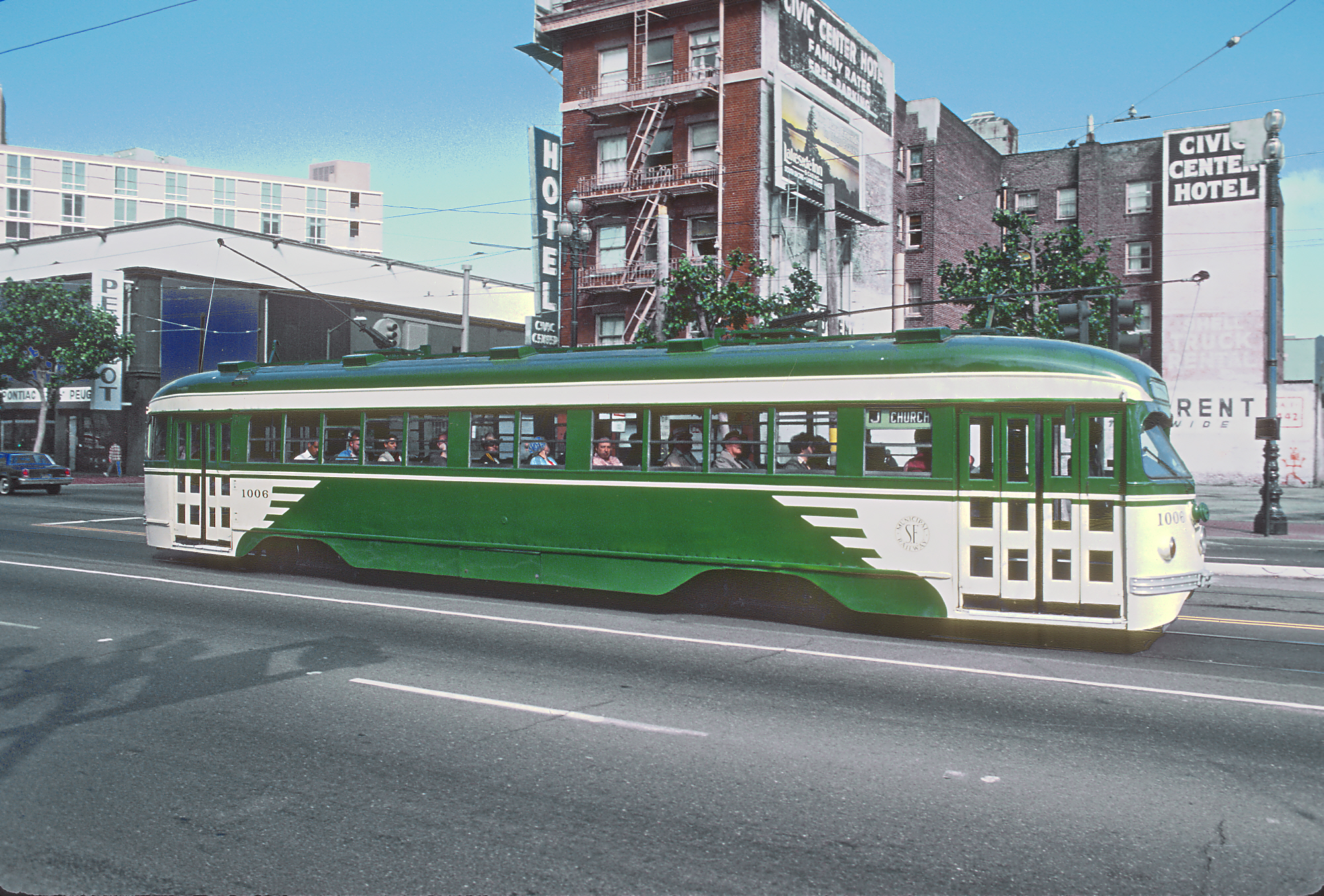
PCC tram in San Francisco
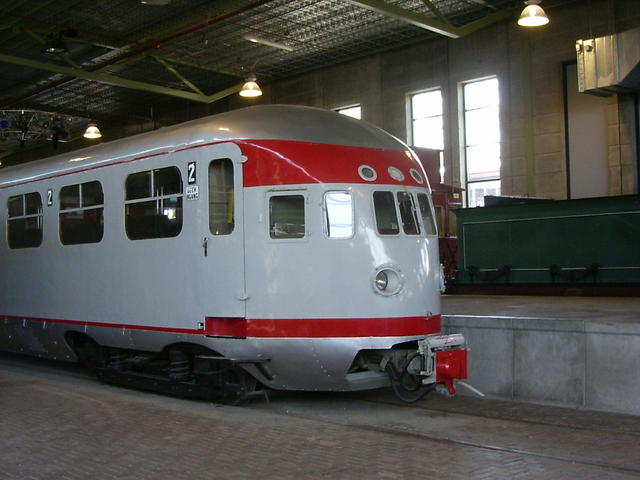
Kop van een Dieseldrie uit 1934
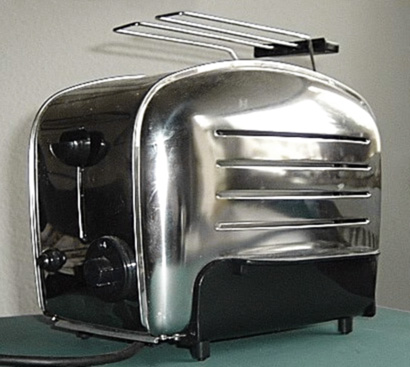
Een broodrooster
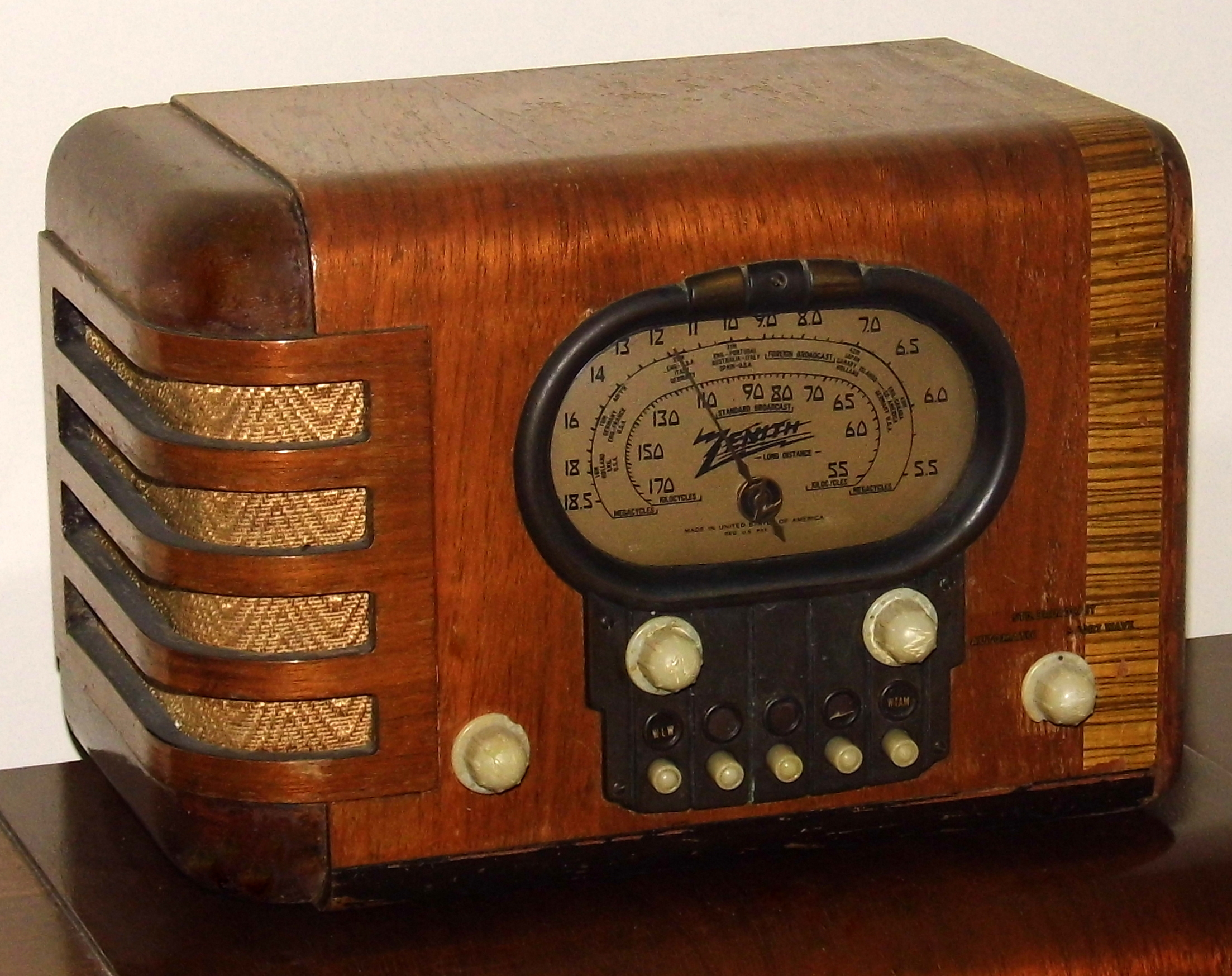
Zenith radio